# Phryne

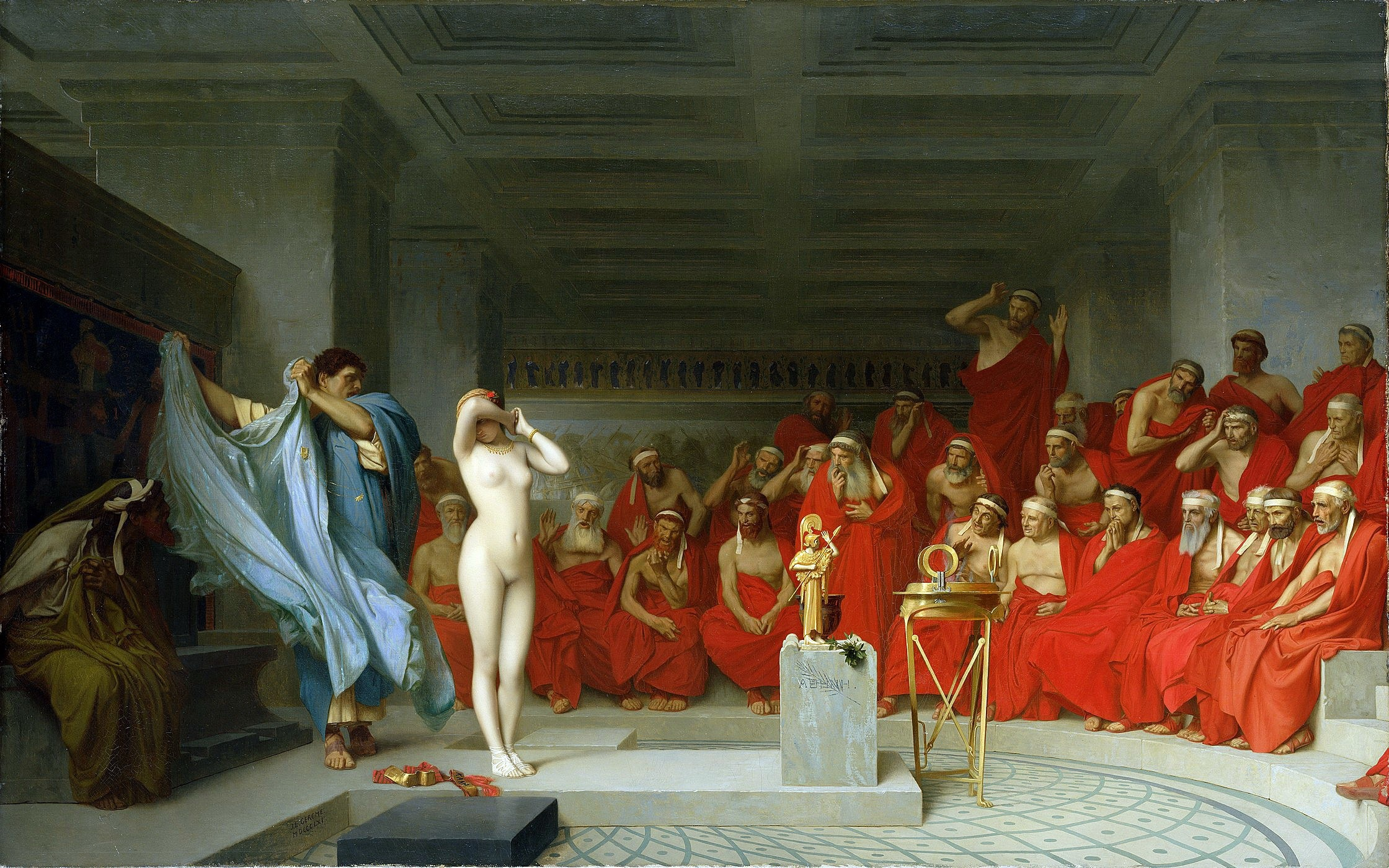
Phryne voor de Areopaag (1861), schilderij van Jean-Léon Gérôme

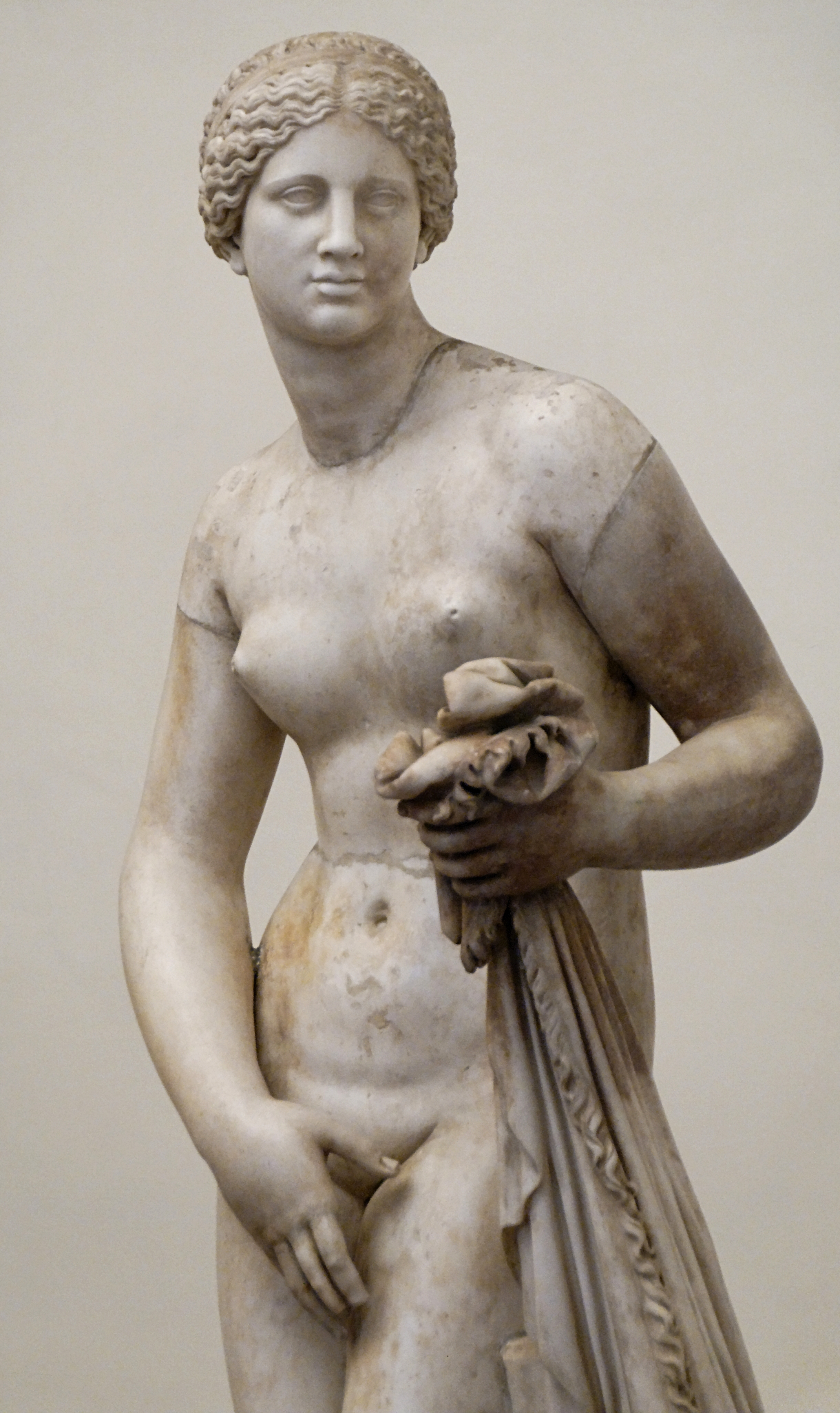
Copy van de Aphrodite van Knidos van Praxiteles; gerestaureerd door de Italiaanse beeldhouwer Ippolito Buzzi (1562–1634)

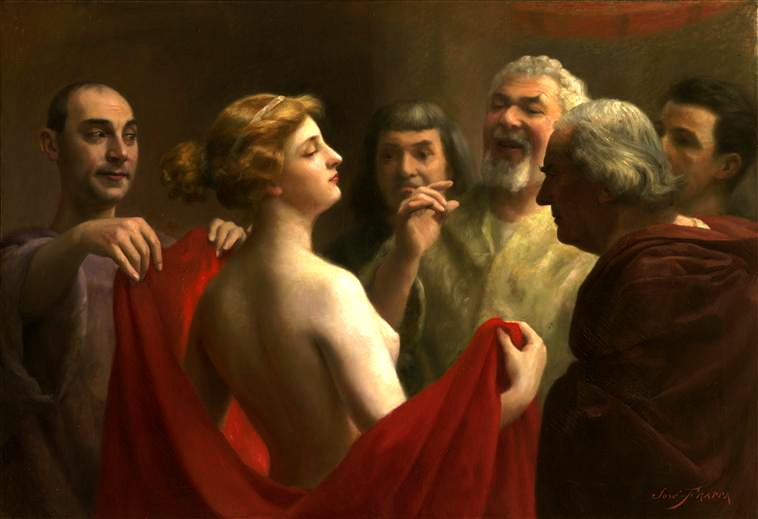
Phryne laat haar borsten aan de jury zien (1903), geschilderd door José Frappa.

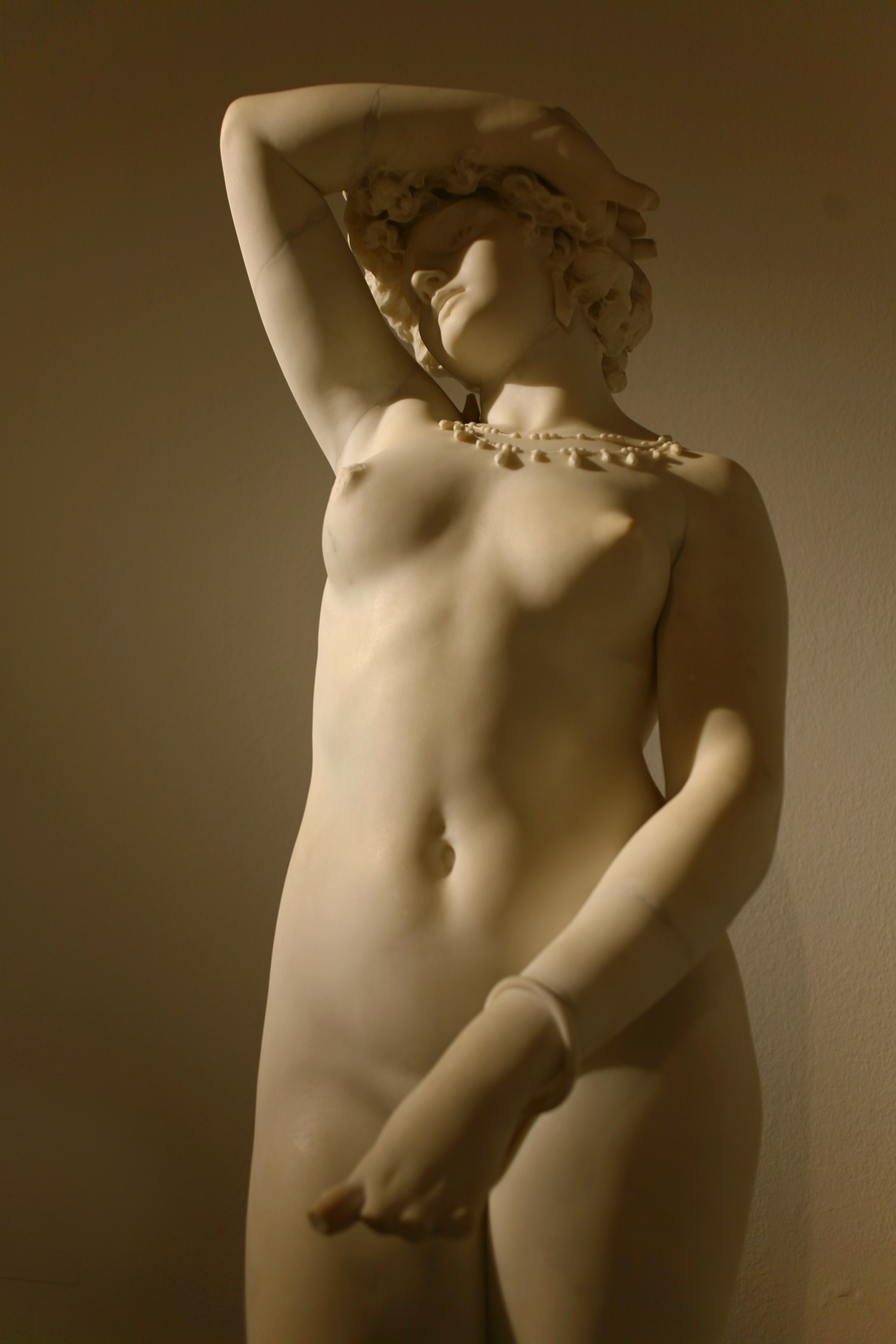
Frine denudata (1872), beeld van Francesco Barzaghi,

Phryne (Oudgrieks: Φρύνη) was een courtisane (Hetaere) in het oude Griekenland uit de 4e eeuw v.Chr. en is bekend geworden vanwege het proces dat tegen haar werd gevoerd wegens goddeloosheid.

## Biografie
Phrynes echte naam was Mnēsarétē, maar vanwege haar wat gelige tint werd ze Phryne (pad) genoemd. Ze werd geboren als de dochter van Epicles uit Thespiae en ging later in Athene wonen. Athenaeus van Naucratis levert ons de meeste informatie over het leven van Phryne en haar faam. Zo zou de beeldhouwer Praxiteles, die ook haar geliefde zou zijn, haar als model hebben gebruikt voor het beeld Aphrodite van Knidos. Ze werd aangeklaagd wegens goddeloosheid en werd in haar proces verdedigd door de redenaar Hyperides die ook een van haar geliefden zou zijn. Tijdens het proces zou Hyperides haar borsten aan de rechters hebben laten zien om hun medelijden op te wekken en ze spraken haar daarop vrij.
Posidippus van Cassandreia levert echter een andere versie van het verhaal aan en hierin zou Phryne de rechters bij de hand hebben gegrepen en met tranen in haar ogen om genade hebben gesmeekt. Volgens historicus Craig Cooper is dit ook de authentieke versie van het verhaal.

## Phryne in de kunst
Het proces tegen Phryne is een geliefd onderwerp in de kunst, waaronder het schilderij Phryne devant l'Aréopage ('Phryne voor de Areopaag') van Jean-Léon Gérôme. Ook de schilder William Turner en de beeldhouwer Alexandre Falguière gebruikten dit thema in hun werken. Camille Saint-Saëns componeerde de opera Phryne over haar.

## Historische bronnen (selectie)
- Athenaeus van Naucratis, Deipnosophistae
- Lucianus van Samosata, Cataplus
- Pausanias, Beschrijving van Griekenland, I:20
- Ploutarchos, De Pythiae oraculis en Amatorius
- Claudius Aelianus, Varia Historia, IX:32
- Plinius de Oudere, Naturalis Historia, XXXIV:19